# Grand Tower Township
Die Grand Tower Township ist eine von 16 Townships im Jackson County im Südwesten des US-amerikanischen Bundesstaates Illinois. Im Jahr 2010 hatte die Grand Tower Township 707 Einwohner.

## Geografie

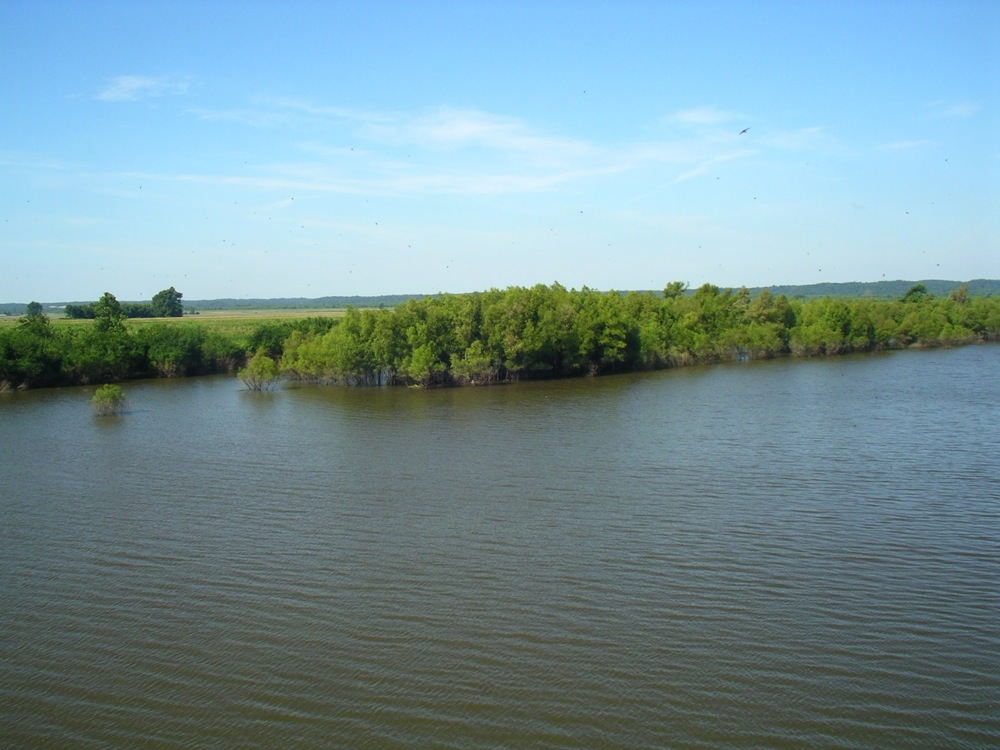
Der Big Muddy River in der Grand Tower Township

Die Grand Tower Township liegt an der Mündung des Big Muddy River in den Mississippi, der die Grenze zu Missouri bildet. Die Mündung des Ohio an der Schnittstelle der Bundesstaaten Illinois, Missouri und Kentucky befindet sich rund 100 km südlich.
Die Grand Tower Township liegt auf 37° 38′ N, 89° 28′ W und erstreckt sich über 86,48 km², die sich auf 81,72 km² Land- und 4,764 km² Wasserfläche verteilen. Die Township wird im Osten vom Big Muddy River bis zu dessen Mündung begrenzt. 

Die Grand Tower Township liegt im äußersten Südwesten des Jackson County und grenzt westlich getrennt durch den Mississippi an das Perry County in Missouri sowie im Süden und Südosten an das Union County. Innerhalb des Jackson County grenzt die Grand Tower Township im Nordwesten an die Fountain Bluff Township, im Norden an die Sand Ridge Township sowie im Osten an die Pomona Township.

## Verkehr
Durch die Township verläuft entlang des Mississippi die hier den Illinois-Abschnitt der Great River Road bildende Illinois State Route 3. Alle weiteren Straßen sind County Roads oder weiter untergeordnete und zum Teil unbefestigte Fahrwege.
Parallel zur Illinois State Route 3 verläuft eine Eisenbahnlinie der Union Pacific Railroad.
Mit dem Southern Illinois Airport befindet sich rund 30 km nordöstlich der Grand Tower Township ein Regionalflughafen. Der nächstgelegene größere Flughafen ist der Lambert-Saint Louis International Airport (rund 175 km nordwestlich).

## Demografische Daten
Nach der Volkszählung im Jahr 2010 lebten in der Grand Tower Township 707 Menschen in 285 Haushalten. Die Bevölkerungsdichte betrug 8,7 Einwohner pro Quadratkilometer. In den 285 Haushalten lebten statistisch je 2,48 Personen. 
Ethnisch betrachtet setzte sich die Bevölkerung zusammen aus 98,4 Prozent Weißen, 0,1 Prozent (eine Person) Afroamerikanern, 0,3 Prozent amerikanischen Ureinwohnern, sowie 0,3 Prozent aus anderen ethnischen Gruppen; 0,8 Prozent stammten von zwei oder mehr Ethnien ab. Unabhängig von der ethnischen Zugehörigkeit waren 1,6 Prozent der Bevölkerung spanischer oder lateinamerikanischer Abstammung. 
22,8 Prozent der Bevölkerung waren unter 18 Jahre alt, 61,8 Prozent waren zwischen 18 und 64 und 15,4 Prozent waren 65 Jahre oder älter. 50,5 Prozent der Bevölkerung war weiblich.
Das mittlere jährliche Einkommen eines Haushalts lag bei 30.694 USD. Das Pro-Kopf-Einkommen betrug 13.399 USD. 26,6 Prozent der Einwohner lebten unterhalb der Armutsgrenze.

## Ortschaften
Neben Streubesiedlung existieren in der Grand Tower Township folgende Siedlungen:
- Grand Tower (City)
- Howardton (Unincorporated Community)